# Brunnsberg
Brunnsberg (älvdalska: Brunnsbjärr) är en tätort i Älvdalens kommun i nordvästra Dalarna. Orten ligger invid riksväg 70 cirka 15 km nordväst om Älvdalens tätort. Orten ligger invid Österdalälven. Brunnsberg är en jordbruksbygd. I byn talas lokalspråket älvdalska.

## Ortnamnet
År 1539 stavades det Brunssbergh, vilket består av brunn ("källa") och "berg".

## Befolkningsutveckling
| Befolkningsutvecklingen i Brunnsberg 1960–2020 | Befolkningsutvecklingen i Brunnsberg 1960–2020 | Befolkningsutvecklingen i Brunnsberg 1960–2020 | Befolkningsutvecklingen i Brunnsberg 1960–2020 | Befolkningsutvecklingen i Brunnsberg 1960–2020 |
| ---------------------------------------------- | ---------------------------------------------- | ---------------------------------------------- | ---------------------------------------------- | ---------------------------------------------- |
|                                                |                                                |                                                |                                                |                                                |
| År                                             |                                                |                                                | Folkmängd                                      | Areal (ha)                                     |
| 1960                                           | 1960                                           |                                                | 397                                            |                                                |
| 1965                                           | 1965                                           |                                                | 367                                            |                                                |
| 1970                                           | 1970                                           |                                                | 323                                            |                                                |
| 1975                                           | 1975                                           |                                                | 279                                            |                                                |
| 1980                                           | 1980                                           |                                                | 269                                            |                                                |
| 1990                                           | 1990                                           |                                                | 260                                            | 121                                            |
| 1995                                           | 1995                                           |                                                | 224                                            | 125                                            |
| 2000                                           | 2000                                           |                                                | 221                                            | 121                                            |
| 2005                                           | 2005                                           |                                                | 220                                            | 121                                            |
| 2010                                           | 2010                                           |                                                | 222                                            | 121                                            |
| 2015                                           | 2015                                           |                                                | 200                                            | 121                                            |
| 2020                                           | 2020                                           |                                                | 210                                            | 121                                            |
|                                                |                                                |                                                |                                                |                                                |

## Idrott

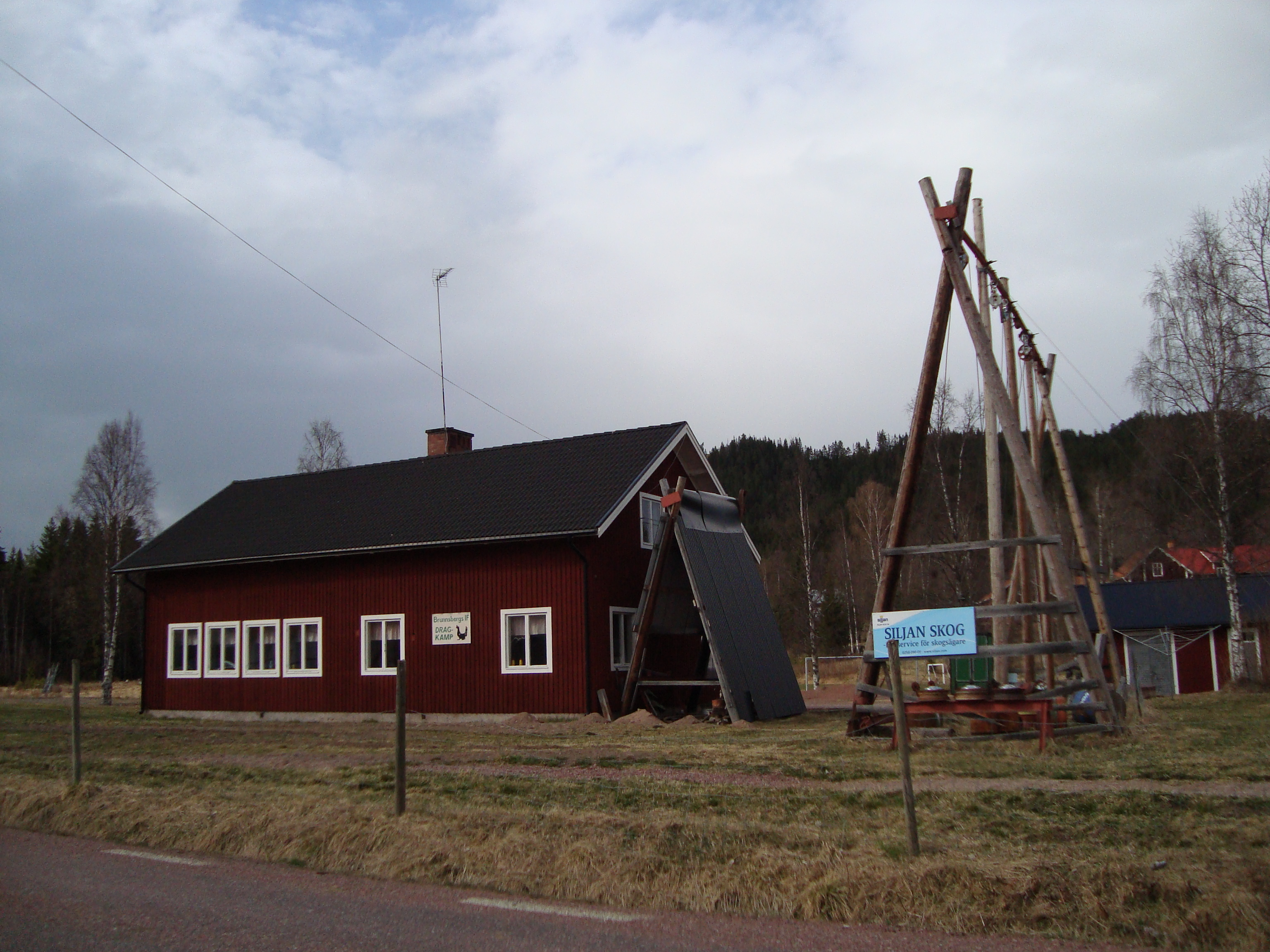
Brunnsbergs IF:s träningsanläggning.

Brunnsbergs IF har haft flera framgångar inom dragkamp, 2010 tog de två guldmedaljer och en bronsmedalj vid svenska mästerskapen i dragkamp i Hovmantorp.